# Iosif Jumanca
Iosif Jumanca (n. 23 decembrie 1893, satul Folea, comuna Voiteg, județul Timiș – d. 26 iunie 1949, închisoarea Gherla) a fost un politician român, membru al Partidului Social Democrat din Transilvania, membru al Consiliului Național Român Central (1918) și al Consiliului Dirigent al Transilvaniei (1918-1920), deputat în Parlamentul României.

## Activitate politică
Iosif Jumanca a jucat un rol important la înfăptuirea Marii Uniri din 1918. În numele socialiștilor români a susținut de la tribuna Adunării Naționale de la Alba Iulia un discurs militant pe unirea provinciilor românești la 1 decembrie 1918. La insistențele sale și a celorlalți social-democrați, în Proclamația de Unire de la Alba Iulia s-a hotărât introducerea votului universal și acordarea mai multor drepturi pentru muncitorii industriali.
În fața celor 1228 de delegați, întruniți în 1918 în sala mare a Cercului Militar din Alba Iulia (astăzi, Sala Unirii), Iosif Jumanca a afirmat clar că social-democrații români sunt adepți ai dreptății sociale, dar în primul rând își doresc un stat național întregit, după realizarea căruia, vor urmări și reforme democratice largi.
La Adunarea Națională de la Alba Iulia, din 1 decembrie 1918, la care au fost prezenți 150 de delegați socialiști care s-au pronunțat pentru unirea Transilvaniei cu România, a luat cuvântul și Iosif Jumanca, care a arătat că social-democrații sprijină Unirea, precizând: „Social-democrația nu-i identică cu lipsa simțului național. Noi nu zicem ubi bene ibi patria, dimpotrivă, zicem că, acolo unde ți-e patria, acolo trebuie să-ți cauți de ea”. Reprezentanții social-democraților transilvăneni au intrat și în Marele Sfat Național, constituit la 1 decembrie 1918, și au făcut parte din Consiliul Dirigent (până la 4 august 1919, la Resortul social, Ioan Flueraș, iar la Resortul industriei, Iosif Jumanca).
Alături de Ion Flueraș, Iosif Jumanca a participat în calitate de delegat al României la Conferința de Pace de la Paris din 1919, exprimând poziția și argumentelor socialiștilor pentru recunoașterea unirii Transilvaniei cu România. În deceniile următoare a fost ales senator și deputat în Parlamentul României. A luptat constant pentru interesele și îmbunătățirea situației muncitorimii și a claselor sociale defavorizate.
Iosif Jumanca, care a ajuns deputat la București din partea Partidului Social Democrat, susținea în Parlament necesitatea ca liberalii să-și înfăptuiască programul lor de refacere economică a României cât mai grabnic, astfel ca, pe baza revigorării vistieriei țării, să poată fi puse în practică și programele de protecție socială preconizate de social-democrați.
În 1921 s-a pronunțat împotriva aderării Partidului Socialist Român la Internaționala a III-a.
După Congresul din 10 martie 1946, PSD-ul condus de Lothar Rădăceanu și Ștefan Voitec a trecut la o campanie de excludere a membrilor partidului care își manifestau acum deziluzia și împotrivirea față de cele petrecute în partidul său după 23 august 1944. Printre cei excluși s-a aflat și Iosif Jumanca.
În ultima parte a vieții a locuit cu familia la adresa Str. Dimitrie Marinescu nr. 7, sector 2, București (cartierul Vatra Luminoasă).
A fost arestat de autoritățile comuniste în 1949 și condamnat la 1 an și 2 luni pentru infracțiunea de „uneltire contra ordinei sociale”. Din cauza terorii pe care a îndurat-o în închisoare, a fost obsedat de gândul sinuciderii. A decedat la penitenciarul Gherla, iar corpul neînsuflețit a fost dus la Văcărești.